# Ada Initiative
Ada Initiative é uma organização sem fins lucrativos que visa aumentar a participação de mulheres na cultura livre e uso de código aberto. A organização foi fundada em 2001 por Valerie Aurora, programadora do núcleo do Linux e ativista pró-código aberto e programadora e ativista do código aberto Mary Gardiner. O nome da organização é uma homenagem a Ada Lovelace, a primeira pessoa a escrever um algoritmo para ser processado por uma máquina.

## História

Ada Lovelace, a woodcut graphic by Colin Adams based on the original watercolor by Alfred Edward Chalon

Valerie Aurora, que já era uma ativista em prol das mulheres no código aberto se juntou a Mary Gardiner e algumas feministas geeks para desenvolver políticas contra o assédio em conferências após a agressão sexual sofrida por Noirin Shirley na ApacheCon, em 2010. Aurora largou o seu emprego de desenvolvedora Linux em Red Hat e, com Gardiner, fundou a Ada Initiative em fevereiro de 2011.

## Administração
Todos os serviços fornecidos pela Ada Initiative são pro bono, e a organização é mantida por doações feitas por associados. A inauguração da mesma foi feita por meio de doações, e tinha uma meta de contribuições de 100 fundadores, e alcançaram sua meta seis dias antes do previsto. O maior partocinador foi a Linux Australia. Também patrocinaram as empresas Puppet Labs, DreamHost, The Mail Archive e Google.
A Ada é admnistrada por um conselho de sete pessoas. A equipe atual inclui Aurora e Gardiner, Rachel Chalmers do 451 Group, Sue Gardner da Wikimedia Foundation, Alicia Gibb presidente do Open Source Hardware Association, e Caroline Simard. Um conselho composto por 22 membros ajuda com ideias e projetos.

## Iniciativas
Um dos primeiros projetos da Ada Initiative foi desenvolver políticas contra o assédio em conferências. A Ada trabalha com organizadores de programação com código aberto, com o intuito de criar eventos mais seguros e convidativos para todos, principalmente para mulheres. Conferências como as do desenvolvimento do Ubuntu e todos eventos da Fundação Linux, incluindo a LinuxCon,  adotaram políticas baseadas no trabalho da Ada Iniciative.
Outra iniciativa da instituição foi a criação de cursos para mulheres em Open Source e guias de programação para além disso. A organização também é realiza workshops e treinamento. Esses workshops constituem-se de "Workshops para aliados" para homens e instituições apoiadoras e "Semanas do primeiro Patch"(tradução livre), que encorajam a participação de mulheres no Software Livre, através de uma rede de apoio. O esquema básico do workshop pode ser acessado gratuitamente.
"Ada Camp" é um evento realizado anualmente visando aumentar a participação de mulheres na cultura e tecnologia livre; software aberto, fan fiction, música, etc; sendo permitida a participação apenas de mulheres.